# Saragossa Terra

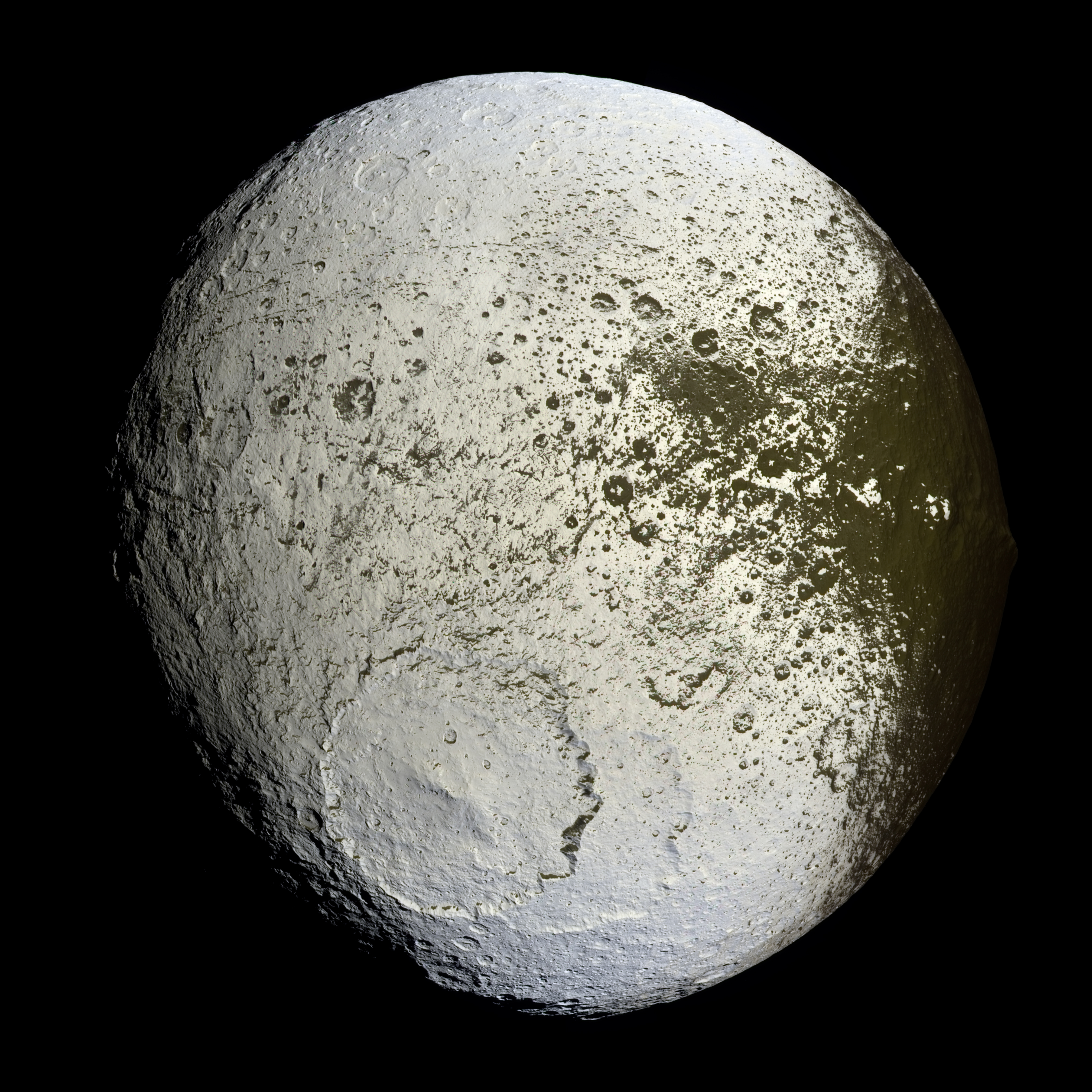
Jápeto visto por la sonda espacial Cassini, la región de Saragossa Terra es la parte sur de la zona brillante, destacando el cráter Engelier

Saragossa Terra es el nombre dado a la parte meridional del hemisferio más brillante del satélite de Saturno Jápeto. Limita al norte del ecuador con Roncevaux Terra y, tanto al este como al oeste, con Cassini Regio.
La región de Saragossa Terra tiene unos 2300 km de diámetro y se encuentra entre las coordenadas 45,0º S y 180, 0º W del satélite. 
El mayor cráter en Saragossa Terra es Engelier, con 504 km de diámetro, que oculta parcialmente el cráter Gerin, ligeramente menor. Ambos cráteres fueron nombrados por paladines mencionados en el Cantar de Roldán.
El nombre de Saragossa Terra se inspira en el episodio histórico del asedio de Zaragoza por Carlomagno, mientras que Roncevaux Terra fue inspirado por la Batalla de Roncesvalles, dos pasajes del Cantar de Roldán.